# Mokro Polje
Mokro Polje är en ort i Kroatien.   Den ligger i länet Šibenik-Knins län, i den södra delen av landet, 190 km söder om huvudstaden Zagreb. Mokro Polje ligger 221 meter över havet och antalet invånare är 227.
Terrängen runt Mokro Polje är platt åt sydväst, men åt nordost är den kuperad. Runt Mokro Polje är det ganska tätbefolkat, med 70 invånare per kvadratkilometer. Närmaste större samhälle är Knin, 14,3 km öster om Mokro Polje. Omgivningarna runt Mokro Polje är en mosaik av jordbruksmark och naturlig växtlighet.